# Ngô Đồng
Ngô Đồng là thị trấn huyện lỵ cũ của huyện Giao Thủy, tỉnh Nam Định, Việt Nam.

## Địa lý
Thị trấn Ngô Đồng có vị trí địa lý:
- Phía đông giáp tỉnh Thái Bình với ranh giới là Sông Hồng
- Phía tây giáp xã Hoành Sơn với ranh giới là sông Xuân Thủy
- Phía nam giáp Sông Cồn Nhất
- Phía bắc giáp Sông Hồng.

Thị trấn Ngô Đồng có diện tích 2,78 km², dân số năm 2022 là 7.857 người, mật độ dân số đạt 2.826 người/km².

## Lịch sử
Vào thời Pháp thuộc, sau một trận lũ lớn tại vùng thượng nguồn, một lượng lớn cây ngô đồng trôi dạt về đây và bịt kín một cống ngăn nước (hiện nay nằm trên địa phận khu I của thị trấn). Sau một thời gian dài nước không thoát đi được, địa phương đã huy động người dân chung sức khai thông, sửa cống để phục vụ cho nông nghiệp, để dễ nhớ người dân địa phương đã gọi đây là cống Ngô Đồng. Vào thời đó, có một bốt thực dân Pháp xây dựng lên gần đây cũng được gọi là bốt Ngô Đồng. Sau nay, khi đã đánh đuổi thực dân Pháp và thành lập thị trấn mới người ta đã lấy tên Ngô Đồng để đặt tên.
Ngày 1 tháng 4 năm 1986, Hội đồng Bộ trưởng ban hành Quyết định số 34-HĐBT về việc thành lập thị trấn Ngô Đồng – thị trấn huyện lỵ của huyện Xuân Thủy trên cơ sở 141,25 ha diện tích tự nhiên của xã Bình Hòa; 72,46 ha diện tích tự nhiên của xã Hoành Sơn và 2,02 ha diện tích tự nhiên của xã Xuân Phú.
Thị trấn Ngô Đồng có 215,73 ha diện tích tự nhiên và 6.006 nhân khẩu.
Tính đến ngày 31/12/2022, thị trấn Ngô Đồng có 2,78 km² diện tích tự nhiên và dân số quy đổi là 7.857 người.
Ngày 23 tháng 7 năm 2024, Ủy ban Thường vụ Quốc hội ban hành Nghị quyết số 1104/NQ-UBTVQH15 (nghị quyết có hiệu lực từ ngày 1 tháng 9 năm 2024). về việc thành lập thị trấn Giao Thuỷ trên cơ sở toàn bộ 2,78 km² diện tích tự nhiên và quy mô dân số là 7.857 người của thị trấn Ngô Đồng.